# Черник (річка)
Че́рник (пол. Czernik) — гірська річка в Україні, у Надвірнянському районі Івано-Франківської області (Галичина). Ліва притока Зелениці (басейн Дністра).

## Опис
Довжина річки приблизно 9,06 км, найкоротша відстань між витоком і гирлом — 7,82 км, коефіцієнт звивистості річки — 1,16. Формується багатьма гірськими потоками.

## Розташування
Бере початок на північно-західних схилах гори Полянської (1693,1 м). Тече переважно на північний схід через село Черник, понад безіменною горою (1256,1 м) і на висоті приблизно 624 м над рівнем моря у селі Зелена впадає у річку Зеленицю, праву притоку Бистриці Надвірнянської.

## Світлини

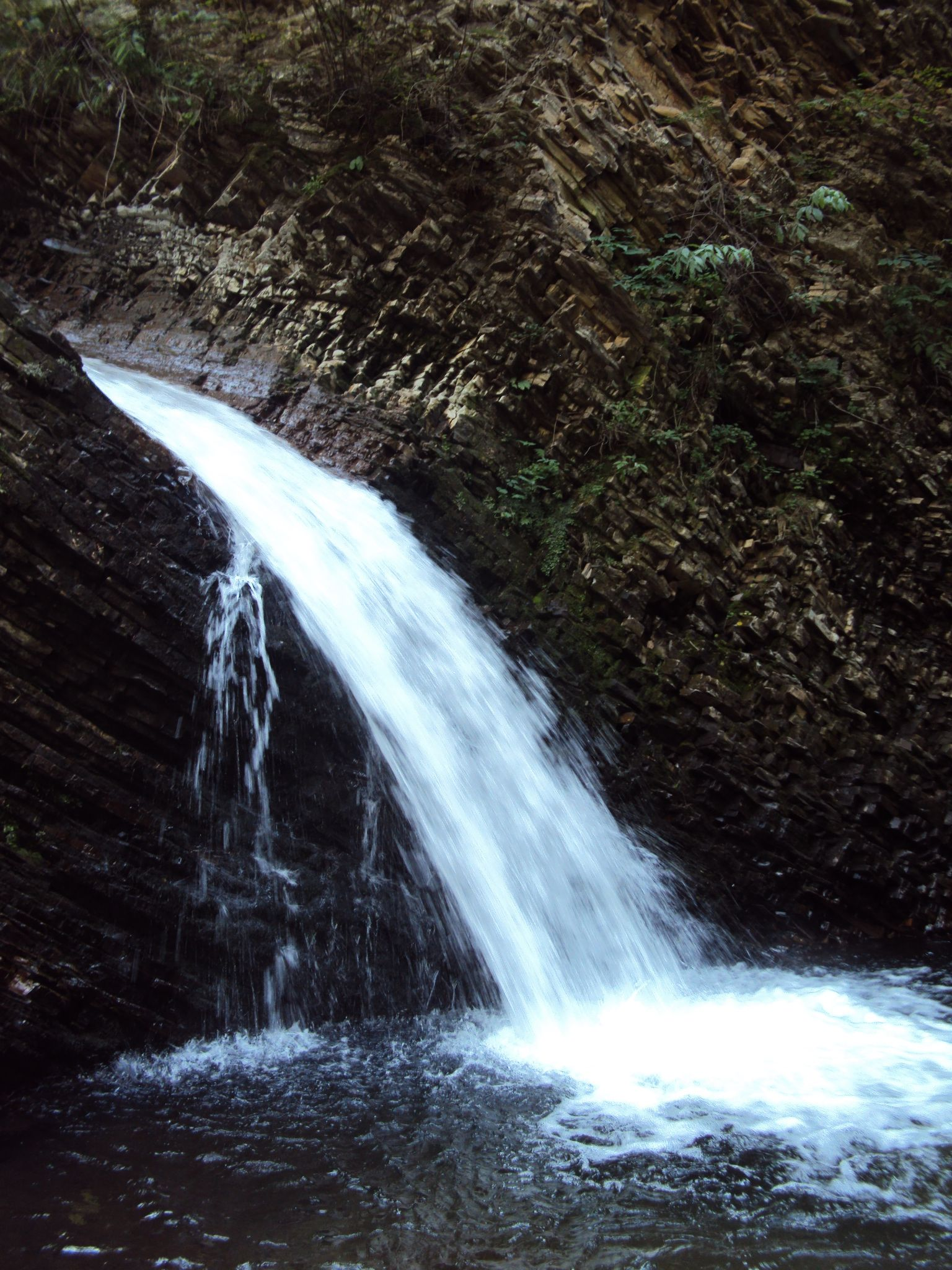
Водограй Черник
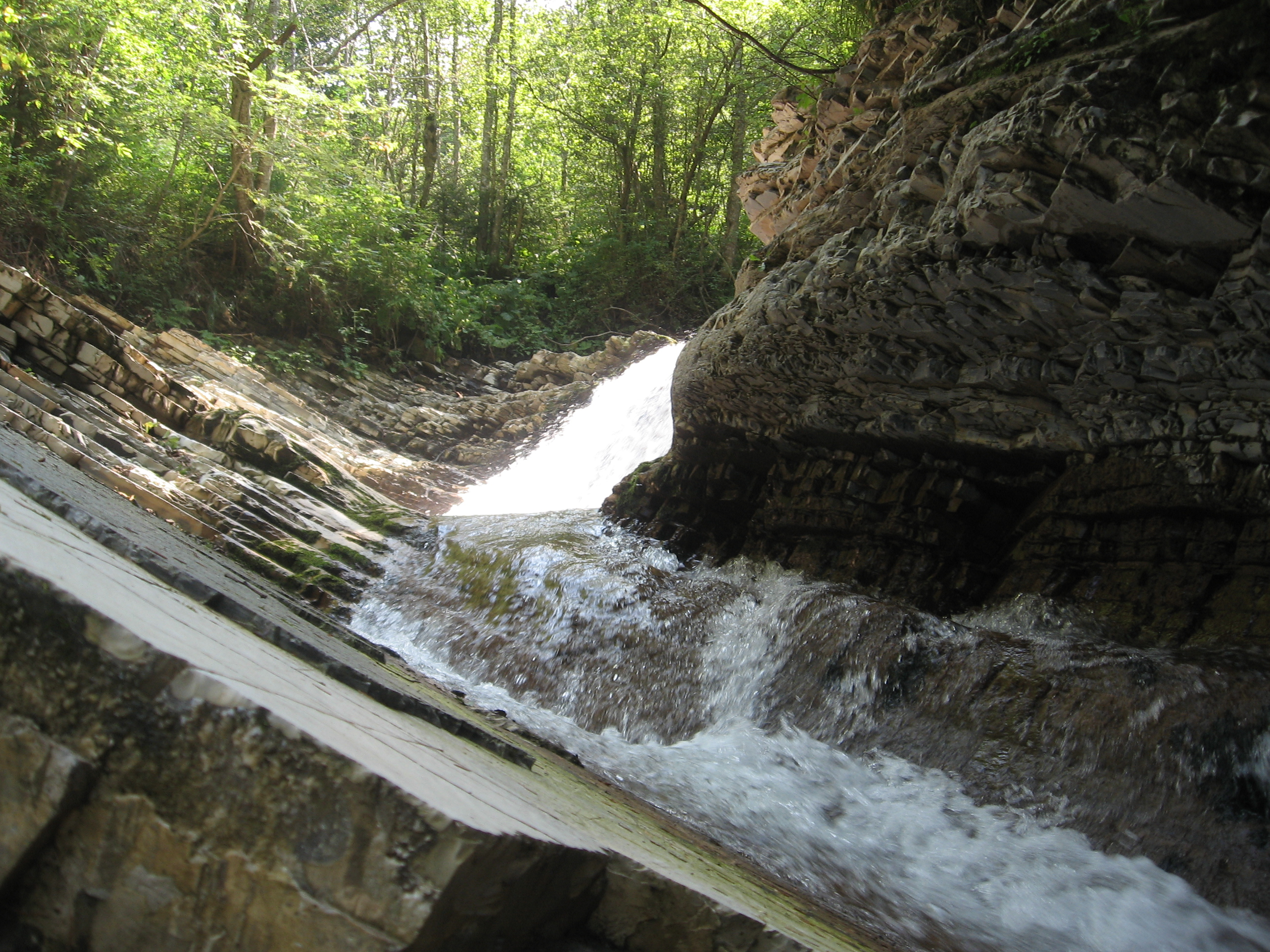
Водограй Черник